# Domenico Chiodo
Domenico Chiodo (Gênes, 30 octobre 1823 - La Spezia, 19 mars 1870) était un général et architecte italien, officier du corps du génie de l'armée italienne, qui a conçu les arsenaux navals de La Spezia (Arsenale militare marittimo della Spezia) et de Tarente (Arsenale militare marittimo di Taranto) et a supervisé l'expansion de celui de Venise (Arsenale di Venezia).

## Biographie
Né de Giovan Battista (né à Savona, 5 novembre 1779- décédé à Gênes, 3 février 1855), major général des ingénieurs de marine (frère d'Agostino), et de Teresa De Simoni, il fréquente l'école navale de Gênes comme étudiant externe, et part en septembre 1838 comme enseigne. En 1857, il est choisi par Camillo Cavour pour étudier la possibilité d'un chantier naval dans le golfe de La Spezia. Au lieu d'une œuvre de dimensions modestes, il a conçu le grand Arsenal militaire maritime de La Spezia, dont Cavour a compris la grande utilité.
Domenico Chiodo s'appuie également sur les résultats des études réalisées par Giovanni Capellini de La Spezia, qui avait déjà dressé et publié la carte géologique du territoire de La Spezia en 1863, suivie du volume Descrizione geologica dei dintorni del golfo della Spezia (en français: Description géologique des environs du golfe de La Spezia). Domenico Chiodo a donc été chargé de concevoir le projet de construction de l'Arsenal et de diriger les travaux pour lesquels le gouvernement a alloué 36 millions de lires (la monnaie de l'époque). Les travaux ont commencé le 21 avril 1862 et se sont achevés le 28 août 1869.
En 1863, il se rend également sur les chantiers de la Seine et de Marseille en France, mais il faut reconnaître à ses dessins une autonomie et un goût néo-classique original.
Il a travaillé sur l'avant-projet de transformation et de modernisation de l'ancien arsenal de Venise. Chargé de représenter l'Italie lors de l'inauguration du canal de Suez, il se rend au Soudan où il contracte la malaria, maladie qui entraîne sa mort peu après son retour au pays.

## Hommages
La ville de La Spezia l'a commémoré avec un monument du sculpteur génois Santo Varni sur la place devant l'Arsenal qu'il a conçu.
Des routes à La Spezia, Gênes et Rome sont dédiées à sa mémoire.